# E66 (Verenigde Arabische Emiraten)
De E66 is een nationale weg in de Verenigde Arabische Emiraten. De weg loopt van Dubai naar Al Ain bij de Omaanse grens en is 128 kilometer lang. In Oman loopt de weg als O21 verder naar Nizwa.
Tussen Al Ain en de grens met Oman is de weg onderdeel van de Mashreq-weg M9, de verbinding tussen Al Ain en Nizwa.
E10 · 
E11 · 
E18 · 
E22 · 
E33 · 
E44 · 
E55 · 
E66 · 
E77 · 
E87 · 
E88 · 
E89 · 
E95 · 
E99 · 
E311 · 
E611